# 왕오천축국전
《왕오천축국전》(往五天竺國傳)은 신라 성덕대왕 때, 신라의 승려 혜초가 인도 5국(五國) 부근의 여러 나라를 순례하고 그 행적을 적은 여행기이다. 혜초는 723년부터 727년까지 4년간 인도와 중앙아시아, 아랍을 여행하였다. 왕오천축국전은 세계 4대 여행기로 손꼽히며, 그 중에서도 가장 오래된 여행기이다.

## 개설
8세기 초에 씌여진 이 《왕오천축국전》은 세계 4대 여행기로도 손꼽히며 또한 그 중에서도 가장 오래된 것이기도 하다. 세계 4대 여행기는 혜초의 《왕오천축국전》과  13세기 후반에 쓰여진 마르코 폴로의 《동방견문록》, 14세기 초반의 오도릭의 《동유기》 그리고 14세기 중반의 《이븐 바투타 여행기》를 손꼽는데, 혜초의 것이 가장 오래되었다.
1908년 프랑스인 폴 펠리오(Paul Pelliot, 1878~1945)가 간쑤성 둔황의 막고굴 장경동에서 당시 장경동을 지키던 왕위안루(왕원록)에게서 구매한 7,000점의 유물 중에 섞여 있었으며, 현재 프랑스 국립도서관에 보관되어 있다. 처음에는 당나라 고승 현장 이외의 당나라 승려로 여겨지다가 당시의 일본 서본원사의 승려이자 돈황학자인 오타니 고즈이가 신라승 혜초의 것임을 밝혀내었다.
현재는 한 권의 두루마리로 된 필사본만이 남아 있는데, 책명도 저자명도 떨어져 나가 남아 있지 않으며 여러 글자가 결락되었다. 그러나 여러 불교 서적에 주석을 단 《일체경음의》에 “혜초왕오천축국전”이라는 제목 아래 여러 어휘가 설명되어 있는데, 이들 어휘와 순서가 잔본과 대체로 일치하는 바 이것이 혜초의 왕오천축국전임을 알 수 있다.
저술 시기에 대해서는 본문에 開元十五年十一月上旬 至安西, 즉 “개원 15년 (음력) 11월 상순에 안서에 이르렀다”라고 하였다. 개원은 당 현종의 연호로 개원 15년은 곧 727년이다.

## 여행 경로
신라에서 바닷길로 인도에 다다랐다. 사대령탑(四大靈塔) 등의 모든 성적(聖蹟)을 순례하고 오천축국(五天竺國)의 각지를 두루 다녔다.
인도의 폐사리국(吠舍釐國, 바이샬리), 구시나국(拘尸那國, 쿠시나가르), 파라닐사국(波羅痆斯國, 파라날사국, 바라나시), 마게타국(摩揭陁國), 중천축국 갈나급자(中天竺國葛那及, 카나굽자), 중천축 사대탑(中天竺四大塔), 남천축국(南天竺國), 서천축국(西天竺國), 도란달라국(闍蘭達羅國, 사란달라국, 잘란다라), 소발나구달라국(蘇跋那具怛羅國), 탁사국(鐸社國, 탁샤르), 신두고라국(新頭故羅國, 신드구르지나), 가섭미라국(迦葉彌羅國, 카슈미르)
그 뒤에 길을 돌려 여러 곳을 다닌 뒤 대식국(니샤푸르)에 도착하여 동쪽으로 향했다.
대발률국(大勃律國), 양동국(楊同國), 사파자국(娑播慈國), 토번국(吐蕃國, 티베트), 소발률국(小勃律國), 건타라국(建馱羅國, 간다라), 오장국(烏長國), 구위국(拘衛國), 람파국(覽波國, 남파국, 람파카), 계빈국(罽賓國, 카피시), 사율국(謝䫻國), 범인국(犯引國, 바미안), 토화라국(吐火羅國, 토카리스탄(발흐)), 파사국(波斯國, 파샤), 대식국(大食國, 니샤푸르), 대불림국(大拂臨國(비잔틴제국)
대식국 동쪽에 여러 나라들이 있었다.
호국(胡國)들: 안국(安國), 조국(曹國), 사국(史國), 석라국(石騾國), 미국(米國), 강국(康國) 등.
발하나국(跋賀那國), 골돌국(骨咄國, 골탈국), 돌궐(突厥), 호밀국(胡蜜國), 식닉국(識匿國).
당나라 총령진에 도착하여 주변을 돌아다니다 둔황에 들렀다가 장안(長安)에 도착한다. 그 중간에 여러 곳을 다녔으며, 그 가운데 소륵, 우전, 언기, 구자는 당나라의 안서 4군이다.
총령진(葱嶺鎮), 소륵국(疏勒國, 카슈가르), 구자국(龜兹國, 쿠차), 우전국(于闐國, 허톈(和闐, 호탄)), 안서(安西, 안서도호부), 언기국(焉耆國, 옌치(焉耆)), 둔황, 장안.
이 경로에 나타난 현대 지명은 절대적이지 않고, 학자에 따라 의견이 달라지기도 한다.

## 평가
당시 중국과 인도와의 여로(旅路) 및 교역로를 아는 데 중요한 자료이다. 혜초 이전에 서역을 방문하던 승려들은 해로만을 사용하거나 육로만을 이용했던 데 반해 혜초는 갈 때는 해로, 돌아올 땐 육로를 이용하여 당시의 여로를 모두 담고 있다. 또한 왕오천축국전은 8세기의 인도, 중앙아시아를 기록한 현재까지 유일한 사서라는 점에서도 가치가 크다. 불교적 측면에선 불교의 8대 성지를 모두 기록하였다는 점에서 의의를 가진다.

## 현재와 전시
왕오천축국전은 발간된 후 그동안 소재지나 현황이 불명확했으나, 1908년 프랑스의 고문서학자 폴 펠리오가 당시 중국 간쑤성의 둔황 막굴에서 왕오천축국전을 찾아내 발굴한 후 프랑스로 이동되어 현재 프랑스 국립도서관에 비공개로 보관되어 있다.

## 같이 보기
- 혜초
- 둔황
- 막고굴